# Landulf II

Landulf II was prins van Benevento en Capua van 940 tot zijn dood in 961.

## Context
Het Vorstendom Benevento en Prinsdom Capua waren sinds het jaar 900 samen, en het was gebruikelijk dat verschillende leden van de Capua-familie het rijk samen regeerden. Toen de oom van Landulf II, Atenulf II in 940 stierf, werd zijn zoon Landulf van Conza en Landulf II en zijn broer Atenulf III aangesteld als co-prins. Als de vader van Landulf II, Landulf I in 943 stierf, verjoeg Landulf II zijn broer en neef van het hof, die vluchtten naar Guaimar II van Salerno. Landulf II stelde zijn eigen zoon Pandulf I aan als co-prins.
Toen Guaimar II van Salerno in 946 stierf, viel hij samen met Johannes III van Napels het Vorstendom Salerno aan, zonder succes. In 955 viel hij het Byzantijnse Apulië binnen, met zware gevolgen vandien, vanaf nu was Benevento en Capua een vazalstaat van Byzantium.
In 959 stelde hij zijn andere zoon Landulf III aan als co-prins.